# HMS Vanguard (23)
La HMS Vanguard (Pennant number 23), nona nave da guerra britannica a portare questo nome, è stata una "corazzata veloce" della Royal Navy.
Venne impostata nei cantieri John Brown il 2 ottobre 1941, in pieno secondo conflitto mondiale, varata il 30 novembre 1944 ed entrò in servizio a guerra conclusa, il 9 agosto 1946. Fu l'unica nave della sua classe e la più grande e veloce corazzata mai costruita per la marina britannica, oltre ad essere l'ultima corazzata della storia, visto il rapido modificarsi delle dottrine militari navali, legate allo sviluppo dell'arma aerea, ed al conseguente affermarsi della portaerei come "capital ship". La Vanguard partecipò a varie missioni di addestramento della NATO negli anni '50, venne trasferita in riserva nel 1955 e demolita nel 1960, senza aver mai partecipato ad azioni belliche.
Fu l'ultima corazzata costruita nella storia della marina.

## Progetto
La Vanguard fu l'unica corazzata britannica equipaggiata con un sistema di controllo remoto del movimento delle armi primarie, secondarie e terziarie, unito alla Admiralty Fire Control Table Mk X, un computer analogico per il controllo del fuoco di superficie dei pezzi principali. Erano presenti due torri di controllo fuoco (DCT) per i pezzi da 381 mm, ognuna equipaggiata con un radar Type 274 per la definizione della gittata e l'individuazione del punto di caduta del proiettile. Vi erano quindi quattro posti di controllo tipo Mark VI per i cannoni da 133 mm, ognuno con le cupole gemelle del radar Type 275. Inoltre ogni installazione di Bofors sestupli da 40 mm aveva la sua apparecchiatura di controllo fuoco CRBF ("close range blind fire") con radar Type 262, capace di agganciare e seguire un bersaglio. Gli affusti STAAG Mk I, sempre per i pezzi da 40 mm, avevano il proprio radar Type 262 sull'affusto dei pezzi, ma vista la quantità eccessiva di vibrazioni l'antenna venne spostata in alto rispetto alle bocche da fuoco. Erano inoltre presenti un radar Type 960 per l'avvistamento aereo, un Type 293 per l'indicazione dei bersagli e un Type 277 per la definizione dell'altitudine.
La Vanguard venne sempre indicata come una buona nave, capace di tenere il mare anche molto agitato. Questa caratteristica era dovuta alla forma allargata della prua, sperimentata dopo i problemi avuti con le precedenti unità classe King George V. Durante le esercitazioni NATO nei primi anni '50 si rivelò più stabile anche rispetto alle navi da battaglia americane classe Iowa. Un'altra caratteristica della Vanguard, unica per quanto riguarda le corazzate ma largamente adottata nelle unità navali militari dopo la II guerra mondiale, fu la poppa a specchio.

## Costruzione
Allo scoppio della seconda guerra mondiale l'Ammiragliato decise di concentrare le limitate risorse nella costruzione di navi che potessero entrare in servizio rapidamente piuttosto che in progetti più impegnativi di navi più potenti che non potessero essere completate entro poco tempo. Vista la quantità di risorse necessaria per costruire le 12 torrette trinate da 406 mm necessarie per le quattro navi da battaglia classe Lion, la difficoltà di conciliare la produzione di corazze per le navi con le necessità di carri armati e le infrastrutture cantieristiche necessarie, la costruzione delle unità di questa classe venne cancellata.
Nel 1940 venne proposto un piano alternativo che prevedeva di usare le torrette da 381 mm già disponibili utilizzate in precedenza dalla Courageous e dalla Glorious durante la prima guerra mondiale, prima della riconversione dei due incrociatori in portaerei, durante gli anni '20. Si pensò quindi di utilizzare queste armi per una nave tipo Lion modificata per renderne più rapida la costruzione. Da qui venne il soprannome di "corazzata con i denti della sua bisnonna".
L'Ammiragliato ordinò quindi una nave da più di 45.000 tonnellate, pensata per essere la chiave di volta della Far East Fleet, dove sarebbe stata in grado di contrastare efficacemente le corazzate giapponesi con le sue caratteristiche di velocità e armamento. La Vanguard venne quindi impostata nel 1941 nei cantieri John Brown e venne varata nel novembre 1944. In seguito alla fine del conflitto la costruzione venne rallentata e la nave entrò in servizio solo nell'estate del 1946.
La nave si trovò quindi a utilizzare cannoni in gran parte già utilizzati da altre unità della Royal Navy andate in disarmo. Mentre le torrette e gli affusti erano della Courageous e della Glorious, i cannoni provenivano dalla Queen Elizabeth, dalla Royal Sovereign ed altre. Solo un cannone proveniva direttamente dalle prime due navi, ma giunse alla Vanguard dopo essere stato riutilizzato una prima volta nella Warspite. Due degli affusti erano stati costruiti invece per la Renown e la Repulse, prima che il progetto venisse ridotto a tre torrette.

## Servizio

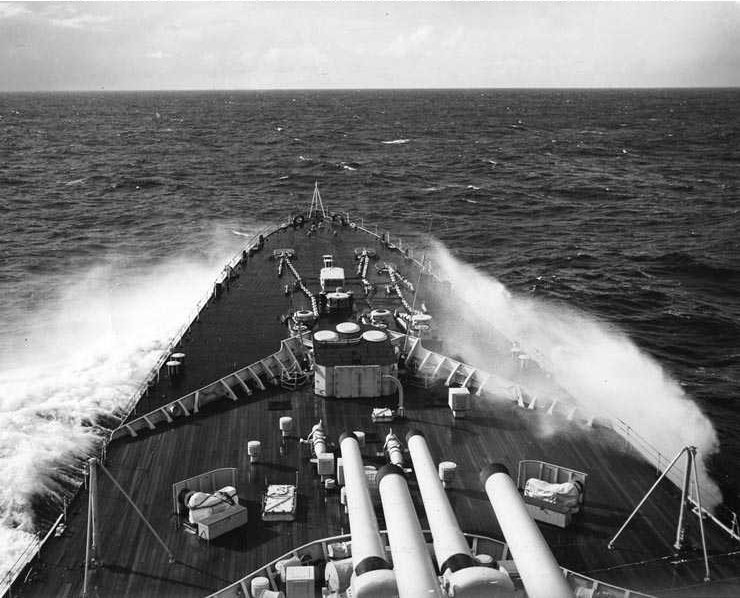
La Vanguard durante l'Operazione Mainbrace, esercitazione NATO nell'Atlantico

La Vanguard, entrata in servizio troppo tardi per partecipare alle ultime fasi del conflitto, ebbe numerosi ruoli durante il suo servizio attivo. Operò come nave ammiraglia, nave addestramento e come "Yacht Reale" trasportando nel 1947 la famiglia reale di Giorgio VI in Sudafrica. Questa fu anche la prima volta in cui Elisabetta II, sua figlia allora principessa, lasciò le isole britanniche. La nave impiegò 17 giorni a compiere la traversata.
Tra il 1949 ed il 1951 servì nella Mediterranean Fleet, venendo utilizzata principalmente come nave addestramento. In seguito partecipò a operazioni di esercitazione congiunta nell'ambito della NATO nei primi anni 50, entrando a far parte della flotta di riserva dell'Alleanza Atlantica. Tra il 1951 ed il 1954 servì come Ammiraglia della Home Fleet. Il 14 giugno 1953 partecipò alla rivista navale tenutasi a Spithead in occasione dell'incoronazione della Regina Elisabetta II.
Alla fine del 1954 venne designata per un ciclo di lavori presso la base navale di Devonport, dopo il quale non tornò in servizio attivo con la Home Fleet ma venne trasferita nella riserva, diventandone la nave ammiraglia. Mentre si trovava ormeggiata a Fareham venne utilizzata per girare alcune scene del film Affondate la Bismarck!. In questo periodo si sviluppò anche una polemica riguardo al futuro della nave, dopo l'annuncio dato nell'ottobre 1959 riguardo alla demolizione della Vanguard nel 1960. Il tentativo di trasformare la nave da battaglia in un museo non ebbe successo.
Il 4 agosto 1960 mentre veniva trainata da Portsmouth a Faslane, in Scozia, per la demolizione, una grande folla assistette alla sua uscita dal porto. Mentre veniva rimorchiata all'imboccatura del porto la nave si traversò, arenandosi poco lontano. Venne quindi rimessa in mare da diversi rimorchiatori, lasciando definitivamente la baia. Cinque giorni dopo giunse a destinazione, ed i lavori di demolizione durarono fino alla primavera del 1962.